# Sörfjärden, Nordanstigs kommun
Sörfjärden, även kallat Gnarpsbaden, är en by som ligger vid kusten i Nordanstigs kommun, omkring 10 kilometer öster om Gnarp, precis där Gnarpsån mynnar i Bottenhavet. För bebyggelsen i by avgränsande SCB 2020 en småort.
Sörfjärden är ett populärt fritidsområde, med både camping och golfbana (Gnarpsbadens golfklubb), samt Norrlands längsta sandstrand på cirka 2 000 meter.